# La Caravane Passe
La Caravane Passe est un groupe  de musique contemporaine français, teintée de folklores tsiganes et nomades. Formé à la fin 2000 par le chanteur, auteur-compositeur et multi-instrumentiste Toma Feterman, il est rejoint en 2001 par Olivier « Llugs » Llugany, tromboniste et joueur de fiscorn catalan, puis par Cyril « Zinzin » Moret au saxophone, Ben Body à la basse et Pat Gigon à la batterie.

## Biographie
En parallèle des concerts, Toma Feterman forme avec Môh Aroussi et Yann-Yvon Pennec un « opéra gypsy-rock », Le Vrai faux Mariage de La Caravane Passe,.
En 2012, ils sortent l'album Gypsy for One Day. En 2020, le groupe sort son sixième album Nomadic Spirit au label At(h)ome,,,.

## Style musical
Le groupe venu de l’Est parisien joue avec les musiques traditionnelles d’Europe de l’Est.Le style musical de la caravane est métissé et mélange le hip-hop, la musique tzigane, le jazz manouche, de fanfare balkanique, et le gypsy punk.

## Membres
- Toma Feterman — chant, guitares, banjo, trompette
- Olivier « Llugs » Llugany — trombone, fiscorn, clavier, chant
- Cyril « Zinzin » Moret — saxophones, flûtes
- Ben Body — basse, contrebasse
- Pat Gigon — batterie, percussions